# جاي بولت
جاي بولت (بالإنجليزية: Jay Bolt)‏ هو لاعب كرة قدم أمريكي، ولد في 6 ديسمبر 1994 في جاكسونفيل في الولايات المتحدة. لعب مع تشارلستون بيتري.